# Egyházasdengeleg
Egyházasdengeleg é um município da Hungria, situado no condado de Nógrád. Tem 15,74 km² de área e sua população em 2015 foi estimada em 464 habitantes.